# Francisco Antonio Fernández de Velasco y Tovar
Francisco Antonio Fernández de Velasco y Tovar (Madrid, 5 settembre 1649 – Siviglia, 23 marzo 1716) è stato un politico e militare spagnolo.

## Biografia
Figlio naturale di Íñigo Fernández de Velasco, VII duca di Frías, nacque da una relazione di questi con María de la Torre. Francisco Antonio Fernández de Velasco y Tovar frequentò in gioventù le prestigiose Università di Alcalá e di Valladolid. Dopo aver compiuto gli studi venne avviato alla carriera militare. Prese parte alla Guerra di restaurazione portoghese in Extremadura, servendo come soldato, alfiere e successivamente con il grado di capitano di fanteria. Nel 1666 venne trasferito in Galizia, regione della quale il padre era Capitano Generale. Venne nominato capitano della guardia a cavallo del padre. Con lo scoppio della Guerra di devoluzione reclutò un tercio di fanteria composto da veterani della guerra con il Portogallo che venne aggregato all'Armata delle Fiandre. Rimase al comando del tercio sino al 1673, quando venne nominato generale di artiglieria presso l'esercito di stanza nella Catalogna. Al comando del tercio gli succedette Juan de Velasco y Henin, IV marchese di Belveder. Francisco Antonio prese parte all'invasione del Rossiglione sotto il comando di Francesco Tuttavilla, partecipando a diversi eventi bellici. Comandò la difesa di Gerona, attaccata da Friedrich von Schomberg, nel 1675. I risultati conseguiti propiziarono la sua nomina a comandante della cavalleria nelle Fiandre nel 1676, dove prese parte alla Guerra d'Olanda. Nel 1678, in seguito alla stipula della pace di Nimega tornò in Spagna, dove ottenne nel 1679 l'incarico di consigliere nel Consiglio supremo di guerra. Due anni dopo venne nominato capitano generale di Ceuta, incarico che mantenne fino al 1689. In quell'anno fu promosso a maestro di campo dell'Armada de la Mar Océano y Costas de Andalucía, che comprendeva l'incarico di governatore, civile e militare, di Cadice. Nel 1696 venne nominato viceré di Catalogna, succedendo al marchese Francisco Antonio de Agurto. Entrò nella città di Barcellona il 17 luglio dello stesso anno, e durante il suo mandato, si occupò molto dei sistemi difensivi della città, che dovette resistere dall'assedio del principe Luigi Giuseppe di Borbone-Vendôme, detto "Il Gran Vendôme"; assedio che durò per dal 15 giugno all'8 agosto del 1697 e terminò con la sconfitta delle truppe spagnole. Poco prima della capitolazione venne rimosso dalla carica di Viceré di Catalogna e venne sostituito da Diego de Hurtado de Mendoza y Sandoval, III conte de la Corzana. Nel 1703 venne per la seconda volta nominato viceré di Catalogna dal Re di Spagna Filippo V di Borbone, succedendo così a Luis Tomás Fernández Portocarrero Bocanegra, e durante il suo secondo mandato represse con mano di ferro qualsiasi opposizione al nuovo governo del nuovo Re di Spagna Filippo V di Borbone. Respinse un tentativo di sbarco delle forze britanniche nel 1704. Nel 1705, dopo essere stato costretto ad evacuare la fortezza strategica di Montjuïc (battaglia di Montjuïc, 13-17 settembre), subì un secondo assedio della città di Barcellona ad opera degli inglesi sotto il comando del conte Charles Mordaunt e degli olandesi sotto il comando dell'ammiraglio Philips van Almonde, che si concluse con la resa spagnola il 9 ottobre. Francisco Antonio Fernández de Velasco y Tovar venne nuovamente rimosso dall'incarico di viceré di Catalogna e venne sostituito dal marchese Antonio José de Mendoza Caamaño y Sotomayor.